# بيير بيبارو
بيير بيبارو (بالفرنسية: Pierre Pibarot)‏ (مواليد 23 يوليو 1916) هو لاعب كرة قدم. يلعب مع منتخب فرنسا لكرة القدم. سبق له أن لعب في كأس العالم لكرة القدم مع منتخب بلاده.

## روابط خارجية
- بيير بيبارو على موقع قاعدة بيانات كرة القدم.إي يو (الإنجليزية)
- بيير بيبارو على موقع Soccerway.com (الإنجليزية)
- بيير بيبارو على موقع عالم كرة القدم.نت (الإنجليزية)
- بيير بيبارو على موقع أوليمبيديا (الإنجليزية)